# Pribrezhni (Slaviansk, Krasnodar)
Pribrezhni (del ruso: Прибрежный) es un posiólok del raión de Slaviansk del krai de Krasnodar, en el sur de Rusia. Está situado en los arrozales situados entre los distributarios del delta del Kubán, en la orilla izquierda del río Protoka, 7 km al noroeste de Slaviansk-na-Kubani y 78 al oeste de Krasnodar, la capital del krai. Tenía 1 265 habitantes en 2010.
Pertenece al municipio Pribrezhnoye.

## Historia
Fue registrado como unidad administrativa el 24 de septiembre de 1958.

## Lugares de interés
Cabe destacar el monumento-tumba del piloto desconocido soviético, muerto en combate contra las fuerzas invasoras alemanas.

## Economía
Las principales compañías de la localidad, agrícolas, son: una filial de la empresa Sad-Gigant y Pribrezhnoye SelPO.

## Servicios sociales
La población cuenta con un punto de enfermería y un Club de Cultura rural, entre otros establecimientos.